# 四倉町玉山
四倉町玉山（よつくらまち たまやま）は、福島県いわき市の大字である。郵便番号は979-0216。

## 地理
いわき市北東部の四倉地区に属する。北から東にかけて大久町大久、東で大久町小久、四倉町白岩、四倉町中島、四倉町戸田、南で四倉町長友、西で四倉町山田小湊、四倉町八茎とそれぞれ隣接する。概ね町村制施行以前の磐城郡玉山村の流れを汲む地域である。二級水系夏井川水系仁井田川中流域と左岸支流の高倉川下流域、袖玉山川流域を主な範囲とし、南部の河川合流部付近に平地が広がるほかは、袖玉山川沿いにわずかな平地があるのみで残りは広大な山林が広がる。平地には水田や観光農場が広がり、高倉川北側の山裾に集落が位置する。内郷御厩町内に所在するいわき中央警察署及び四倉町に所在する平消防署四倉分署がそれぞれ管轄にあたる。

### 主な字
字
- 砂子田
- 大門前
- 杉内
- 林崎
- 牧ノ下

- 宿
- 御城
- 星作
- 戸ノ内
- 森内

- 宇ノ淵
- 門馬前
- 宮ノ脇
- 屋敷前
- 湯ノ口

- 炭釜
- 原田内
- 勝倉
- 南作
- 作

### 山岳
- 高倉山

### 河川
- 仁井田川
  - 白岩川
  - 袖玉山川
  - 高倉川

## 歴史
- 1879年1月27日 - 笠間藩領玉山村が福島県内における郡区町村制の施行により磐城郡の村となる[4]。
- 1889年4月1日 - 町村制の施行により玉山村が戸田村、中島村、白岩村、上柳生村、下柳生村、山田小湊村、薬王寺村、駒込村、八茎村、山小屋村と合併し、大野村が発足する。旧玉山村域は大野村の大字となる。[4]。
- 1896年4月1日 - 磐城郡と周辺郡との合併により石城郡が発足し、石城郡大野村となる[4]。
- 1955年3月10日 - 大野村が四ツ倉町、大浦村と合併して、四倉町が発足し、四倉町の大字となる[4]。
- 1966年10月1日 - 四倉町が平市・磐城市・常磐市・勿来市・内郷市、石城郡小川町・遠野町・川前村・田人村・好間村・三和村、双葉郡久之浜町・大久村と合併しいわき市となり、いわき市四倉地区の大字となる[4]。

## 世帯数と人口
2023年10月31日現在の世帯数と人口は以下の通りである。
| 大字       | 世帯数  | 人口  |
| ---------- | ------- | ----- |
| 四倉町玉山 | 166世帯 | 395人 |

## 小・中学校の学区
市立小・中学校に通う場合、学区は以下の通りとなる。
| 番地 | 小学校               | 中学校               |
| ---- | -------------------- | -------------------- |
| 全域 | いわき市立大浦小学校 | いわき市立四倉中学校 |

## 交通

### 道路
- 常磐自動車道
- 福島県道35号いわき浪江線（南東端をかすめる）
- 福島県道41号小野四倉線
- 福島県道363号八茎四倉線

## 施設
- 新八茎鉱山
- 玉山温泉
- 玉山古墳
- 金光寺
- 玉山温泉神社
- 玉山岩下不動尊